# القوة الرابعة
كتاب القوة الرابعة هو كتاب نشر عام 1977 للفريق محمد علي فهمي رئيس أركان حرب القوات المسلحة المصرية يؤرخ فيه تاريخ إنشاء قوات الدفاع الجوي وأبرز مراحل تكوينها من سلاح تابع للقوات الجوية المصرية إلى فرع من أفرع القوات المسلحة المصرية ومكانة هذا السلاح في الترسانة العسكرية لجمهورية مصر وخاصة بعد نكسة 1967، وحرب الاستنزاف ومراحل الاستعداد حرب 6 اكتوبر وأبرز المعارك خلال هذه الحرب والأهمية الكبيرة لهذا السلاح وخاصة أمام سلاح الجو الإسرائيلي.

## الأقسام

### التاريخ والخلفية
القسم الأول من الكتاب، ويتناول نشأة الدفاع الجوي، ونشأة وتطور القوات الجوية الإسرائيلية، والجولات والمعارك التي خاضها الدفاع الجوي المصري حتى عام 1967.

### حرب الاستنزاف
القسم الثاني من الكتاب، ويتناول القوة الرابعة، ودور الدفاع الجوي في حرب الاستنزاف.

### حرب أكتوبر 73
القسم الثالث، ويتناول تفوق الدفاع الجوي المصري على الدفاع الجوي الإسرائيلي، والدروس المستفادة من الحرب من وجهة نظر الدفاع الجوي المصري.